# CONCACAF Nations League
CONCACAF Nations League là một giải đấu bóng đá được tổ chức bởi Liên đoàn bóng đá Bắc, Trung Mỹ và Caribe (CONCACAF) tại khu vực này. Giải đấu được ra đời với mục đích thay thế các trận giao hữu theo Ngày thi đấu Quốc tế FIFA (FIFA Days).

## Lịch sử
Định dạng cạnh tranh được xem xét tại đại hội thường niên COCACAF lần thứ 32 ở Oranjestad, Aruba vào ngày 08 tháng 4 năm 2017. Vào tháng 3 năm 2017, Gordon Derrick nói với hãng tin Antigua Observer rằng cuộc cạnh tranh có thể bắt đầu vào năm sau. Vào tháng 5 năm 2017, Raymond Guishard (chủ tịch Hiệp hội Bóng đá Anguilla) nói với Northern Starting XI rằng giải đấu sẽ là một hệ thống nhiều cấp với sự lên và xuống hạng giữa các cấp.
Chủ tịch CONCACAF, ông Victor Montagliani, nói rằng mục đích của cuộc thi là tạo một lịch thi đấu thường xuyên cho các đội tuyển quốc gia của CONCACAF, do hiện nay ghi nhận rằng một số đội chơi ít hơn 10 trận trong thời gian bốn năm và cần thêm các trận thi đấu để hỗ trợ sự phát triển của thể thao trong các quốc gia.
Giải đấu đã chính thức được công bố vào ngày 16 tháng 11 năm 2017, mùa giải đầu tiên bắt đầu vào tháng 9 năm 2019. Tổng cộng 41 liên đoàn thành viên sẽ tham gia, bao gồm cả Hoa Kỳ và Mexico. Thể thức thi đấu tương tự như UEFA Nations League. Tên của giải đấu cũng được xác nhận là CONCACAF Nations League.
Thể thức thi đấu chính thức của giải đấu được công bố vào ngày 07 tháng 3 năm 2018. Giải sẽ diễn ra 2 năm một lần, có tổng cộng 3 hạng thi đấu. Riêng mùa giải đầu tiên có thêm một vòng loại nhằm xác định hạng thi đấu cho các đội bóng.

## Thể thức
Tất cả liên đoàn bóng đá thành viên CONCACAF cử đội tuyển quốc gia tham dự. Các đội được chia vào 3 hạng đấu (league) khác nhau (League A, League B và League C) tùy vào năng lực. Mỗi hạng đấu sẽ có các bảng (group) để xác định đội giành chức vô địch (chỉ riêng League A), xuống hạng (League A và League B) hay lên hạng (League B và League C). Thể thức chi tiết sẽ được quy định tại mỗi mùa giải (season).
Để khuyến khích các đội tham gia hết mình, một số đội thi đấu tốt sẽ giành quyền tham dự Cúp Vàng CONCACAF. Bảng xếp hạng CONCACAF sẽ được sử dụng để phân loại hạt giống và bốc thăm cho Vòng loại FIFA World Cup trong tương lai.

## Các đội tham gia
| Đội                         | Khu vực           |
| --------------------------- | ----------------- |
| Canada                      | Bắc Mỹ (NAFU)     |
| México                      | Bắc Mỹ (NAFU)     |
| Hoa Kỳ                      | Bắc Mỹ (NAFU)     |
| Belize                      | Trung Mỹ (UNCAF)  |
| Costa Rica                  | Trung Mỹ (UNCAF)  |
| El Salvador                 | Trung Mỹ (UNCAF)  |
| Guatemala                   | Trung Mỹ (UNCAF)  |
| Honduras                    | Trung Mỹ (UNCAF)  |
| Nicaragua                   | Trung Mỹ (UNCAF)  |
| Panama                      | Trung Mỹ (UNCAF)  |
| Anguilla                    | Vùng Caribe (CFU) |
| Antigua và Barbuda          | Vùng Caribe (CFU) |
| Aruba                       | Vùng Caribe (CFU) |
| Bahamas                     | Vùng Caribe (CFU) |
| Barbados                    | Vùng Caribe (CFU) |
| Bermuda                     | Vùng Caribe (CFU) |
| Bonaire                     | Vùng Caribe (CFU) |
| Cuba                        | Vùng Caribe (CFU) |
| Curaçao                     | Vùng Caribe (CFU) |
| Dominica                    | Vùng Caribe (CFU) |
| Cộng hòa Dominica           | Vùng Caribe (CFU) |
| Guyane thuộc Pháp           | Vùng Caribe (CFU) |
| Grenada                     | Vùng Caribe (CFU) |
| Guadeloupe                  | Vùng Caribe (CFU) |
| Guyana                      | Vùng Caribe (CFU) |
| Haiti                       | Vùng Caribe (CFU) |
| Jamaica                     | Vùng Caribe (CFU) |
| Martinique                  | Vùng Caribe (CFU) |
| Montserrat                  | Vùng Caribe (CFU) |
| Puerto Rico                 | Vùng Caribe (CFU) |
| Saint Kitts và Nevis        | Vùng Caribe (CFU) |
| Saint Lucia                 | Vùng Caribe (CFU) |
| Saint-Martin                | Vùng Caribe (CFU) |
| Saint Vincent và Grenadines | Vùng Caribe (CFU) |
| Sint Maarten                | Vùng Caribe (CFU) |
| Suriname                    | Vùng Caribe (CFU) |
| Trinidad và Tobago          | Vùng Caribe (CFU) |
| Quần đảo Virgin thuộc Anh   | Vùng Caribe (CFU) |
| Quần đảo Cayman             | Vùng Caribe (CFU) |
| Quần đảo Turks và Caicos    | Vùng Caribe (CFU) |
| Quần đảo Virgin thuộc Mỹ    | Vùng Caribe (CFU) |

## Kết quả
| Năm     | Chủ nhà | Chung kết | Chung kết    | Chung kết | Tranh hạng ba | Tranh hạng ba | Tranh hạng ba |
| Năm     | Chủ nhà | Vô địch   | Tỷ số        | Á quân    | Hạng ba       | Tỷ số         | Hạng tư       |
| ------- | ------- | --------- | ------------ | --------- | ------------- | ------------- | ------------- |
| 2019–20 | Hoa Kỳ  | · Hoa Kỳ  | 3–2 (s.h.p.) | · México  | · Honduras    | 2–2 (5–4 p)   | · Costa Rica  |
| 2022–23 | Hoa Kỳ  | · Hoa Kỳ  | 2–0          | · Canada  | · México      | 1–0           | · Panama      |
| 2023–24 | Hoa Kỳ  | · Hoa Kỳ  | 2–0          | · México  | · Jamaica     | 1–0           | · Panama      |
| 2024–25 | Hoa Kỳ  | · México  | 2–1          | · Panama  | · Canada      | 2–1           | · Hoa Kỳ      |